# Дядо Прас
Дядо Прас (на английски: Hogfather) е двадесетият по ред роман от поредицата на Тери Пратчет Светът на диска. Книгата е в жанр хумористично фентъзи и е издадена през 1996 г. Това е четвъртият роман, в който главен герой е Смърт.
Дядо Прас е също така и герой от книгата, който присъства и в други книги от поредицата. Дядо Прас представлява аналог на Дядо Коледа. Той изслушва желанията на децата и след това ги сбъдва на Прасоколеда. Дядо Прас носи червена мантия на райета и се придвижва върху шейна теглена от четири диви прасета. През ранните години на своята работа той раздава свинско месо и кости на децата. Но в настоящето е просто весел майстор на играчки.
 Внимание:  Текстът по-долу разкрива сюжета на произведението (или части от него)!
В романа Ревизорите се опитват да премахнат еквивалента на Дядо Коледа на света на диска – Дядо Прас, защото той не се вписва в техните виждания за вселената. За да го премахнат те се срещат с лорд Дауни, управителя на гилдията на Убийците. Талантливият възпитаник на гилдията Тийтайм (премахнал е родителите си още като невръстно дете) успява да се справи със задачата, и мястото на Дядо Прас остава вакантно.
Изискванията към кандидата за него са прости: да може да бъде едновременно навсякъде, и да достига до абсолютно всеки. На тях в Света на диска, уви, отговаря само още един. Е, има недостатъци за професията (например не е с наднормено тегло), но поне е винаги усмихнат... Става дума, естествено, за Смърт. Движен от чувството си за отговорност, той се нагърбва със задачата. Отива в Анкх-Морпорк и се заема да разнася подаръци на децата, и да сбъдва желанията им. За ужас на производителите и търговци на играчки.
Проблемът е, че през това време няма кой да върши неговата работа – тоест, истинският Дядо Прас трябва да бъде открит, и да му се помогне да се върне към задълженията си. С това се заема внучката на Смърт – Сюзън Сто Хелит.
През декември 2006 по книгата излиза и двусериен филм.